# Seznam dílů seriálu Křečík a Gréta
Toto je seznam dílů seriálu Křečík a Gréta.

## Přehled řad
| Řada | Díly | Premiéra v USA | Premiéra v USA   | Premiéra v ČR  | Premiéra v ČR  |
| Řada | Díly | První díl      | Poslední díl     | První díl      | Poslední díl   |
| ---- | ---- | -------------- | ---------------- | -------------- | -------------- |
| 1    | 30   | 12. srpna 2022 | 9. prosince 2023 | 5. června 2023 | 26. dubna 2024 |
| 2    | 20   | 2024           | bude oznámeno    | bude oznámeno  | bude oznámeno  |

## Seznam dílů

### První řada (2022–2023)
| Č. v seriálu | Č. v řadě | Původní název                                                    | Režie         | Scénář        | Příběh         | Premiéra v USA     | Premiéra v ČR     | Prod. kód |
| ------------ | --------- | ---------------------------------------------------------------- | ------------- | ------------- | -------------- | ------------------ | ----------------- | --------- |
| 1            | 12        | Empower FailureOakey Dokey                                       | bude oznámeno | bude oznámeno | 12. srpna 2022 | 5. června 2023     | 101               |           |
| 2            | 34        | Recipe for DisasterMath Punch                                    | bude oznámeno | bude oznámeno | bude oznámeno  | 13. srpna 2022     | 6. června 2023    | 102       |
| 3            | 56        | Superhero Sibling RivalryClose Shave                             | bude oznámeno | bude oznámeno | bude oznámeno  | 20. srpna 2022     | 7. června 2023    | 103       |
| 4            | 78        | Cheer Cheer Bang BangLa Ballad of La Cebolla                     | bude oznámeno | bude oznámeno | bude oznámeno  | 27. srpna 2022     | 8. června 2023    | 104       |
| 5            | 910       | Comic Shop CopyCatNeigh, It Ain't So!                            | bude oznámeno | bude oznámeno | bude oznámeno  | 3. září 2022       | 9. června 2023    | 105       |
| 6            | 1112      | Saturday Homecoming FeverDr. Eelgood                             | bude oznámeno | bude oznámeno | bude oznámeno  | 10. září 2022      | 12. června 2023   | 106       |
| 7            | 1314      | The Opposite of SmartBirthday Besties                            | bude oznámeno | bude oznámeno | bude oznámeno  | 17. září 2022      | 13. června 2023   | 107       |
| 8            | 1516      | I'm BoredCutie and the Beast                                     | bude oznámeno | bude oznámeno | bude oznámeno  | 24. září 2022      | 14. června 2023   | 109       |
| 9            | 1718      | The NightmarionetteAbuelita's World                              | bude oznámeno | bude oznámeno | bude oznámeno  | 1. října 2022      | 15. června 2023   | 108       |
| 10           | 1920      | U.F. UH-OH!                                                      | bude oznámeno | bude oznámeno | bude oznámeno  | 8. října 2022      | 16. června 2023   | 110       |
| 11           | 2122      | GroundedSleepover With the Enemy                                 | bude oznámeno | bude oznámeno | bude oznámeno  | 12. listopadu 2022 | 23. října 2023    | 111       |
| 12           | 2324      | Friday Night FrightThe Earworm                                   | bude oznámeno | bude oznámeno | bude oznámeno  | 19. listopadu 2022 | 24. října 2023    | 112       |
| 13           | 2526      | A Mammoth ProblemThe Bantam of the Elementary School Light Opera | bude oznámeno | bude oznámeno | bude oznámeno  | 26. listopadu 2022 | 25. října 2023    | 113       |
| 14           | 2728      | HamnesiaRomancing the Scone                                      | bude oznámeno | bude oznámeno | bude oznámeno  | 4. února 2023      | 26. října 2023    | 114       |
| 15           | 2930      | For Whom the Belle TrollsAn Arthouse Divided                     | bude oznámeno | bude oznámeno | bude oznámeno  | 11. února 2023     | 27. října 2023    | 115       |
| 16           | 3132      | The Litigator vs. The LuchadorStrawberry Fest Forever            | bude oznámeno | bude oznámeno | bude oznámeno  | 18. února 2023     | 30. října 2023    | 116       |
| 17           | 3334      | The Bottle EpisodeMicromanager                                   | bude oznámeno | bude oznámeno | bude oznámeno  | 25. února 2023     | 31. října 2023    | 117       |
| 18           | 3536      | When Life Gives You LemonsSelf-HEELP!                            | bude oznámeno | bude oznámeno | bude oznámeno  | 4. března 2023     | 1. listopadu 2023 | 118       |
| 19           | 3738      | My Invisible FriendThe Bitter Sitter                             | bude oznámeno | bude oznámeno | bude oznámeno  | 11. března 2023    | 2. listopadu 2023 | 119       |
| 20           | 3940      | Let's Sea What You've GotChurro's Day Out                        | bude oznámeno | bude oznámeno | bude oznámeno  | 24. června 2023    | 3. listopadu 2023 | 120       |
| 21           | 4142      | Crimson Haste Makes WasteThe Break-Stuff Club                    | bude oznámeno | bude oznámeno | bude oznámeno  | 1. července 2023   | 15. dubna 2024    | 121       |
| 22           | 4344      | Over the HillThe Ice Queen Cometh                                | bude oznámeno | bude oznámeno | bude oznámeno  | 8. července 2023   | 16. dubna 2024    | 122       |
| 23           | 4546      | La SombreronaTwo Girls, A Guy, and the Council of Düm            | bude oznámeno | bude oznámeno | bude oznámeno  | 15. července 2023  | 17. dubna 2024    | 123       |
| 24           | 4748      | Nano a NanoThe Unnatural History of Dr. MedusaSaurus Ph.D.       | bude oznámeno | bude oznámeno | bude oznámeno  | 14. října 2023     | 18. dubna 2024    | 124       |
| 25           | 4950      | No Sprain, No GainFinding Professor Ex                           | bude oznámeno | bude oznámeno | bude oznámeno  | 21. října 2023     | 19. dubna 2024    | 125       |
| 26           | 5152      | Bayou BarbThe Great Pillow War                                   | bude oznámeno | bude oznámeno | bude oznámeno  | 28. října 2023     | 22. dubna 2024    | 126       |
| 27           | 5354      | Shush HourI Was a Teenage Mad Scientist                          | bude oznámeno | bude oznámeno | bude oznámeno  | 4. listopadu 2023  | 23. dubna 2024    | 127       |
| 28           | 5556      | Too Many CrooksPresident Fred                                    | bude oznámeno | bude oznámeno | bude oznámeno  | 11. listopadu 2023 | 24. dubna 2024    | 128       |
| 29           | 5758      | Flake It Till You Make ItGame Changer                            | bude oznámeno | bude oznámeno | bude oznámeno  | 3. prosince 2023   | 25. dubna 2024    | 129       |
| 30           | 5960      | Exclamation Strikes Back                                         | bude oznámeno | bude oznámeno | bude oznámeno  | 9. prosince 2023   | 26. dubna 2024    | 130       |

## Kraťasy

### Theme Song Takeover(2022)
Jako součást propagační kampaně začal Disney Channel vysílat téma Disney Theme Song Takeover, kde vedlejší postavy z různých pořadů předvedly ústřední melodii k seriálu, ve kterém byly.
| Č. v řadě | Původní název             | Premiéra v USA (YouTube) | Produkční kód |
| --------- | ------------------------- | ------------------------ | ------------- |
| 1         | Kevin Theme Song Takeover | 17. září 2022            | 301           |

### Chibi Tiny Tales(2022)
| Č. v řadě | Původní název         | Premiéra v USA (YouTube) | Produkční kód |
| --------- | --------------------- | ------------------------ | ------------- |
| 1         | Ice Cream Rewind      | 24. září 2022            | 0048          |
| 2         | Museum Mayhem         | 1. října 2022            | 0049          |
| 3         | Rollercoaster Romance | 8. října 2022            | 0050          |
| 4         | Laundry Day           | 18. března 2023          |               |